# Списък на реките в Полша
Реките в Полша образуват сравнително гъста речна мрежа. Повечето от тях принадлежат към водосборните басейни на две големи реки – Висла и Одра, като техните водосборни басейни покриват съответно 54,0% и 33,9% от територията на страната. Разпределението на територията на Полша по водосборни е следното: Балтийско море – 99,7%, Черно море – 0,2%, Северно море – 0,1%. Главните реки на Полша Висла и Одра водят началото си съответно в Западните Карпати и Судетите и пресичат страната от юг на север. Подхранването на повечето реки е снежно-дъждовно, като през есента и пролетта има ясно изразени пълноводия, а през зимата и втората половина на лятото оттокът силно намалява. През зимния период някои от по-малките реки замръзват от 1 до 4 месеца. Оттокът на големите реки е изкуствено урегулиран чрез различни водни съоръжения. Постоянно корабоплаване се извършва по реките: Одра, Висла, Варта, Западен Буг и Нотеч, като всички те са съединени помежду си с плавателни канали.
Списъкът на реките в Полша съдържа всичките 57 реки в страната с дължина над 100 km, като за всяка от тях са показани нейната дължина (ако част от течението на реката е извън пределите на страната, в скоби и с курсив е показана нейната дължина на територията на Полша), площта на водосборния ѝ басейн (ако част от водосборния басейн на реката е извън пределите на страната, в скоби и с курсив е показана неговата площ на територията на Полша), къде се влива и какъв приток е (десен или ляв).
А – Б – В – Г – Д – Е – Ж – З – И – Й – К – Л – М – Н – О – П – Р – С – Т – У – Ф – Х – Ц – Ч – Ш – Щ – Ю – Я

## Б
- Барич – 139 / 5526, Одра, десен
- Бебжа – 155 / 7051, Нарев, десен
- Бзура – 166 / 778, Висла, ляв
- Бобър – 272 (270) / 5876 (5830), Одра, ляв
- Бърда – 238 / 4627, Висла, ляв

## В
- Варта – 808 / 54 529, Одра, десен
- Вда – 198 / 2325, Висла, ляв
- Вежица – 151 / 1600, Висла, ляв
- Вел – 107 / 822, Дървенца, десен
- Велна – 118 / 2621, Варта, десен
- Вепш – 303 / 10 415, Висла, десен
- Вепша – 140 / 2170, балтийско море
- Висла – 1047 / 198 500 (168 699), Балтийско море
- Вислок – 205 / 3528, Сан, ляв
- Вислока – 164 / 4110, Висла, десен
- Вкра – 249 / 5322, Западен Буг, десен

## Г
- Гавда – 145 / 4943, Нотеч, десен

## Д
- Драва – 186 / 3296, Нотеч, десен
- Дунаец – 247 / 6804 (?), Висла, десен
- Дървенца – 207 / 5536, Висла, десен

## Е
- Елк – 113 / 1524, Бебжа, десен

## З
- Западен Буг – 831 (587) / 73 470 (?), висла, десен

## И
- Ина – 126 / 2151, Одра, десен

## К
- Каменна – 138 / 2008, Висла, ляв
- Квиса – 126 / 1026 (994), Бобър, ляв
- Кшна – 120 / 3353, Западен Буг, ляв

## Л
- Лава (Лина) – 298 (190) / 7130 (5719), Преголя, ляв
- Лега – 157 / 1015, Бебжа, десен
- Ливец – 142 / 2780, Западен Буг, ляв

## М
- Мала Панев – 132 / 2132, Одра, десен

## Н
- Нарев – 438 (402) / 28 000 (?), Западен Буг, десен
- Нер – 134 / 1866, Варта, десен
- Нета – 102 / 1336, Бебжа, десен
- Нида – 151 / 3862, Висла, ляв
- Ниса Клодзка – 182 / 4566 (3744), Одра, ляв
- Ниса Лужицка – 254 (198) / 4297 (2197), Одра, ляв
- Нотеч – 391 / 17 302, Варта, десен
- Нужец – 100 / 2102, Западен Буг, десен

## О
- Обра – 164 / 4022, Варта, ляв
- Одра – 866 (742) / 118 890 (106 058), Балтийско море
- Ожиц – 142 / 2077, Нарев, десен
- Омульов – 127 / 2053, Нарев, десен

## П
- Парсента – 143 / 3084, Балтийско море
- Пасленка – 169 / 2295, Балтийско море
- Пилица – 319 / 8341, Висла, ляв
- Попрад – 170 (63) / 2077 (483), Дунаец, десен
- Просна – 227 / 4917, Варта, ляв

## Р
- Раба – 132 / 1537, Висла, десен
- Радомка – 116 / 2000, Висла, ляв
- Радуня – 103 / 837, Балтийско море
- Рега – 168 / 2725, Балтийско море

## С
- Сан – 433 / 16 801 (14 390), Висла, десен
- Скрава – 114 / 1704, Висла, десен
- Слупя – 139 / 1820, Балтийско море
- Супрашъл – 102 / 1844, Нарев, десен

## Ч
- Черна Ханча – 142 (108) / 1916 (1612), Неман, ляв

## Ш
- Шква – 103 / 483, Нарев, десен